# Alim Schalauatowitsch Gadanow

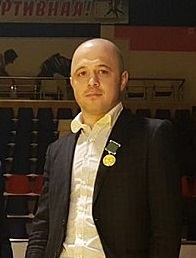
Alim Gadanow

Alim Schalauatowitsch Gadanow (russisch Алим Шалауатович Гаданов; * 20. Oktober 1983 in Naltschik, Sowjetunion) ist ein ehemaliger Judoka, der für Russland startete. Er war Europameister 2012, gewann drei Bronzemedaillen bei Europameisterschaften und war Olympiafünfter 2008.

## Sportliche Karriere
Der 1,65 m große Alim Gadanow kämpfte bis 2014 im Halbleichtgewicht, der Gewichtsklasse bis 66 Kilogramm. 2005 war er Zweiter der U23-Europameisterschaften. 2006 gewann Gadanow den Titel bei den russischen Meisterschaften. 2007 siegte er beim Super-Weltcup in Rotterdam. Anfang 2008 belegte er den dritten Platz beim Tournoi de Paris. Bei den Europameisterschaften in Lissabon unterlag er im Viertelfinale dem Franzosen Sébastien Berthelot; mit zwei Siegen in der Hoffnungsrunde erreichte er den Kampf um eine Bronzemedaille, den er gegen den Niederländer Dex Elmont gewann. Auch bei den Olympischen Spielen in Peking verlor er im Viertelfinale gegen einen Franzosen, diesmal war es Benjamin Darbelet. Mit zwei Siegen in der Hoffnungsrunde erreichte er erneut den Kampf um Bronze, in Peking unterlag er dem Kubaner Yordanis Arencibia.
Bei den Europameisterschaften 2009 in Tiflis bezwang er im Viertelfinale Sébastien Berthelot. Im Halbfinale unterlag er dem Ungarn Miklós Ungvári, den Kampf um Bronze gewann er gegen den Armenier Armen Nasarjan. Im Juli 2009 siegte Gadanow beim Grand-Slam-Turnier in Rio de Janeiro, wo er im Finale den Mongolen Chaschbaataryn Tsagaanbaatar bezwang. Bei den Weltmeisterschaften 2009 in Rotterdam unterlag er Chaschbaataryn Tsagaanbaatar im Halbfinale, den Kampf um Bronze verlor Gadanaow gegen den Südkoreaner An Jeong-hwan. 2010 wiederholte Gadanow seinen Sieg beim Grand Slam in Rio de Janeiro, diesmal bezwang er im Finale den Italiener Elio Verde. Bei den Weltmeisterschaften 2010 in Tokio unterlag er im Viertelfinale dem Spanier Sugoi Uriarte und belegte am Ende den siebten Platz.
2011 erreichte Gadanow wieder das Halbfinale bei den Europameisterschaften in Istanbul. Er unterlag Miklós Ungvári, den Kampf um Bronze gewann er gegen seinen Landsmann Musa Moguschkow. Einen Monat später gewann Gadanow das Grand-Slam-Turnier in Moskau mit einem Finalsieg gegen den Polen Tomasz Kowalski. Bei den Weltmeisterschaften in Paris schied er in seinem dritten Kampf gegen den Franzosen David Larose aus. 2012 bei den Europameisterschaften in Tscheljabinsk gewann er im Halbfinale gegen Miklós Ungvári und im Finale gegen Tomasz Kowalski. Bei den Olympischen Spielen 2012 wurde Russland durch Musa Moguschkow vertreten.
Gadanow war noch bis 2014 im Halbleichtgewicht international aktiv, es folgten zwei Jahre im Leichtgewicht. An seine großen Erfolge konnte er nach 2012 nicht mehr anschließen.